# Хуан Лінц
Хуан Лінц (ісп. Juan José Linz Storch de Gracia; 24 грудня 1926 Бонн — 1 жовтня 2013, Нью-Гейвен) — американський політолог, професор політичних наук у Єльському університеті, автор класичних праць з теорії тоталітарних і авторитарних політичних режимів, різних форм переходу до демократії.
Після смерті батька його іспанська матір переїхала до Іспанії, а Лінц став громадянином Іспанії. Закінчив Мадридський університет (політичні науки і право), потім Колумбійський університет (1959, соціологія).